# Вулиця Гетьмана Мазепи (Рівне)
Ву́лиця Ге́тьмана Мазе́пи — одна з найдавніших вулиць міста Рівного.
Названа на честь гетьмана України Івана Мазепи.
Пролягає від вулиці Шевченка до вулиці Симона Петлюри.
Протяжність — 0,35 км.
Проходить по території житлового масиву.

## Історія

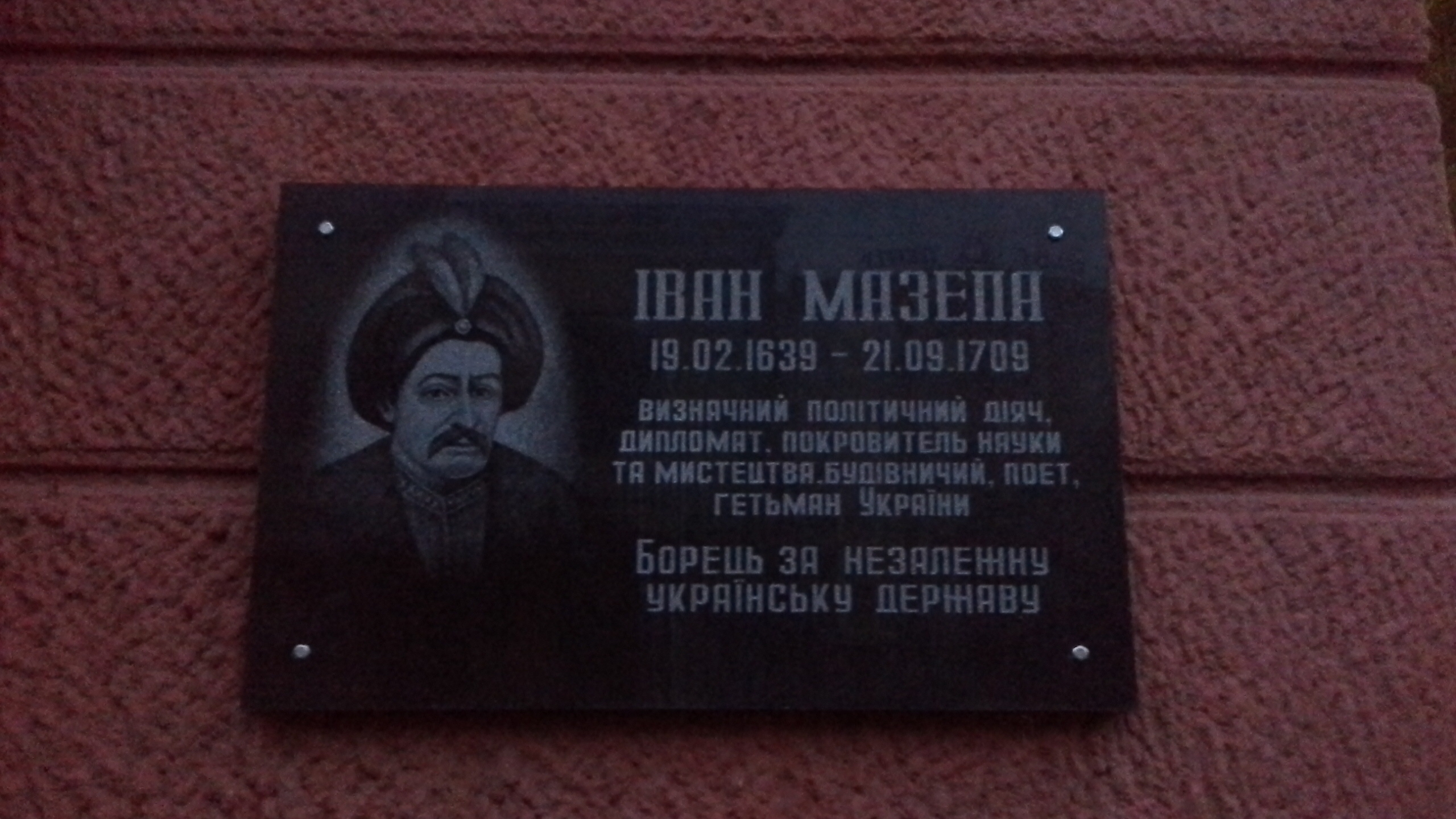
Анотаційна дошка на вулиці Гетьмана Мазепи в м. Рівне

Виникла у XVIII столітті і носила назву вулиця Німецька, що походила, ймовірно, від місцевих мешканців — німців-фабрикантів, виробників сукна (на той час у місті мешкало близько тисячі німців).
У серпні 1912 року вулицю перейменували на Бородинську на честь 100-річчя перемоги російських військ над Наполеоном 1812 року.
У 1915—1920 рр. мала назву Французька.
За часів польської влади (міжвоєнні часи) її назвали на честь французького маршала Фердинанда Фоша — вулиця Маршала Фоша.
У 1941—1944 рр. мала назву вулиця Гетьмана Мазепи.
У 1944—1991 рр. називалася Комсомольською.
Після проголошення незалежності України вона знову стала вулицею Гетьмана Мазепи.